# Dürnbach (Gmund am Tegernsee)
Dürnbach ist der größte Gemeindeteil der Gemeinde Gmund am Tegernsee und war bis zur Gebietsreform 1978 eine selbständige Gemeinde im Landkreis Miesbach. Seither ist das Gebiet eine Gemarkung der Gemeinde Gmund am Tegernsee.

## Lage
Dürnbach liegt auf circa 745 m ü. NHN nördlich von Gmund und dem Tegernsee. Zur ehemaligen Gemeinde Dürnbach gehörten die Ortsteile Moosrain, Ackerberg, Finsterwald, Festenbach, Mühlthal und Louisenthal. Zusätzlich kommen noch viele einzelne Höfe, Weiler und kleinere Forst- und Wiesengebiete dazu, die bis heute bäuerlich geprägt sind. Auch einige Almen gehören zur Gemarkung, darunter die Holzeralm.

## Geschichte

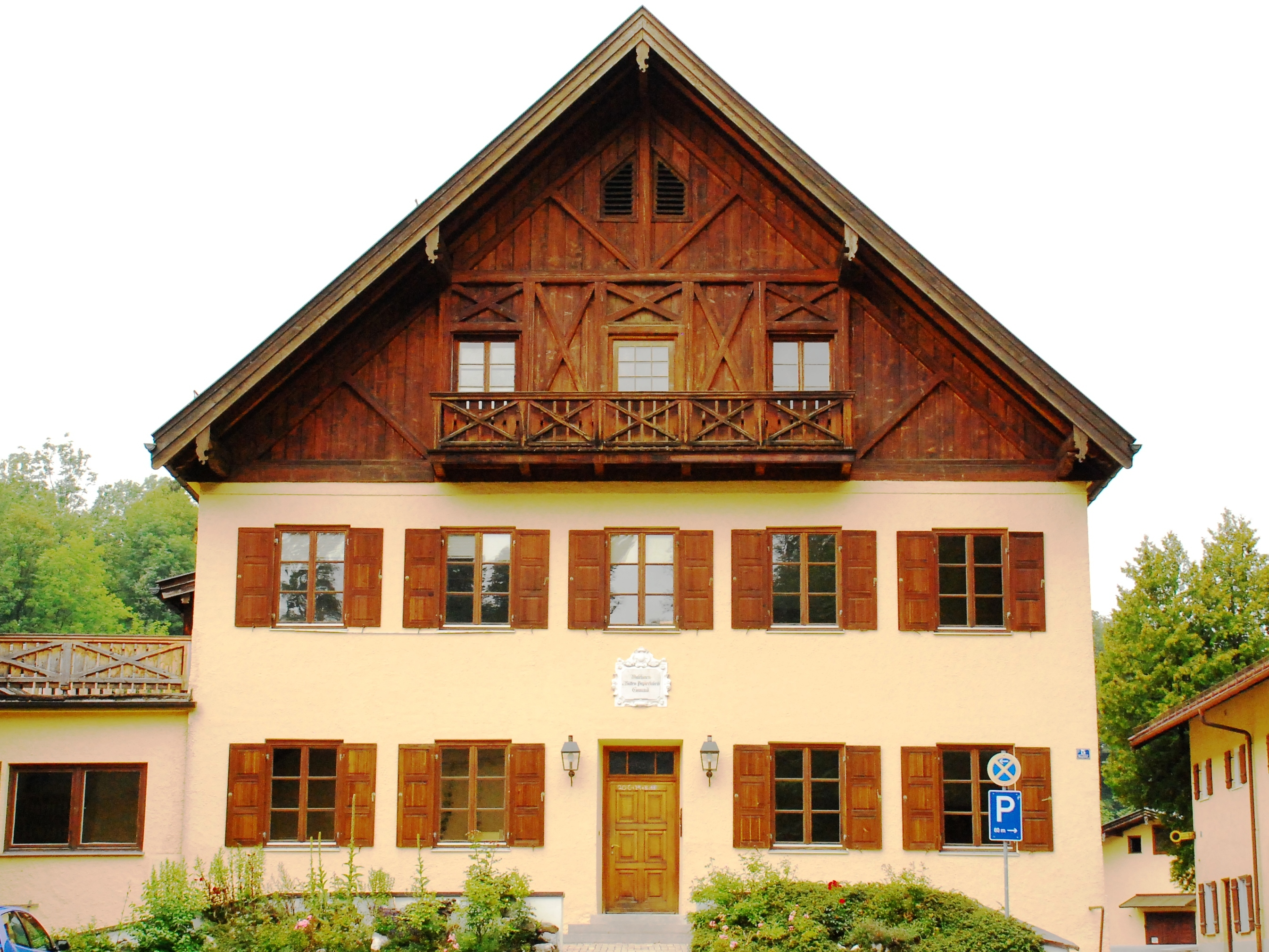
Papierfabrik Louisenthal

Während des Dreißigjährigen Krieges (1618–1648) wurde Dürnbach und Gmund zum großen Teil von schwedischen Truppen zerstört und die Bevölkerung durch Krieg und Pest dezimiert.
Dürnbach, benannt nach dem gleichnamigen Bach, der durch das Dorf fließt und in den Festenbach mündet, hieß lange Zeit Dürrenbach. Erst mit der Industrialisierung vergrößerte sich die damals noch deutlich kleinere Ansiedlung.
Die Gemeinde wurde 1978 im Zuge eines Bürgerentscheids der Gemeinde Gmund am Tegernsee angeschlossen.
Der Gemeinderat Gmund beschloss im Februar 2013 eine Bebauung des Landbaderfelds im Zentrum des Ortes mit Wohn- und Gewerbezonen.

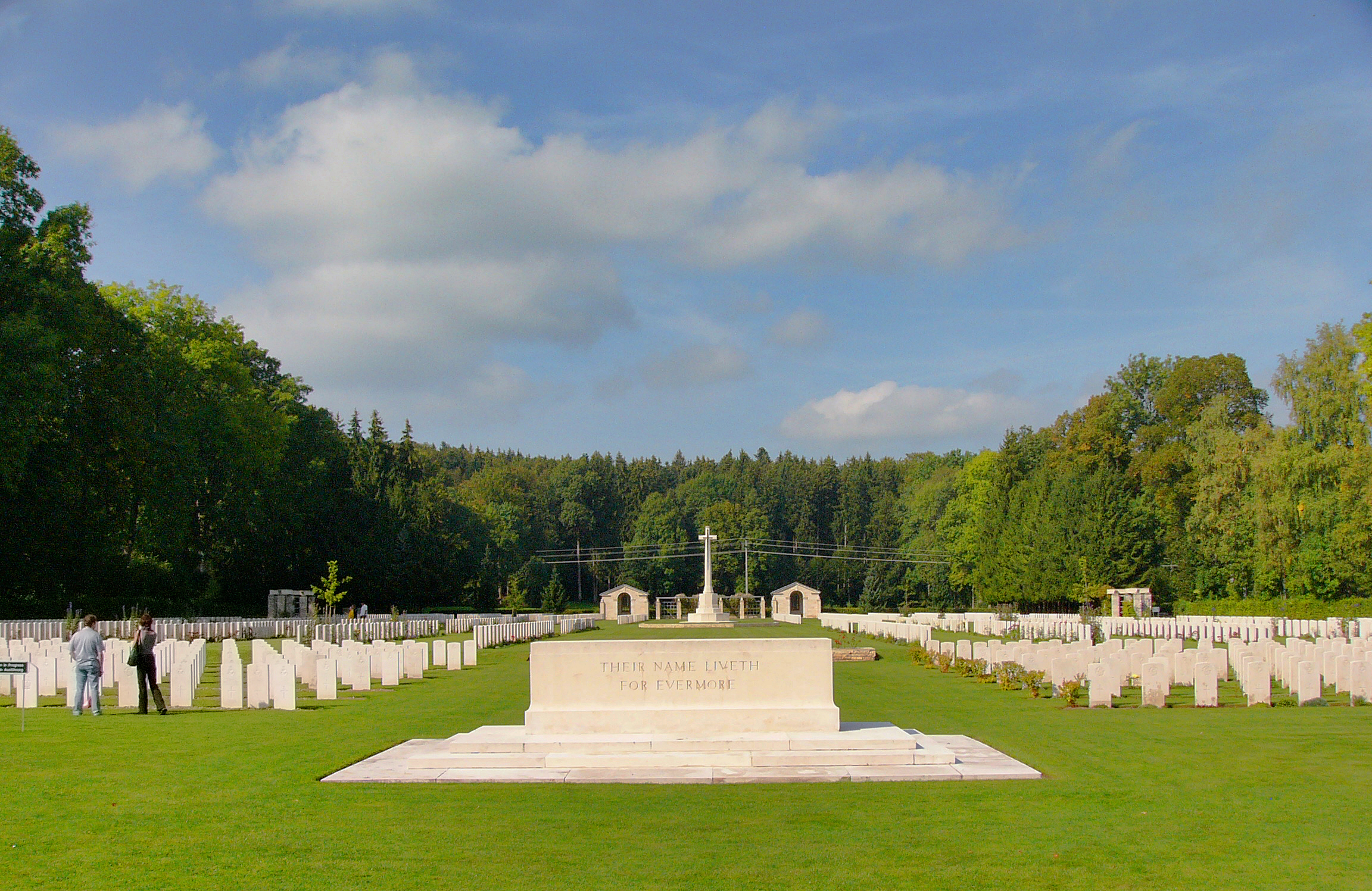
Durnbach War Cemetery

## Sehenswürdigkeiten und Infrastruktur
- Durnbach War Cemetery, Friedhof für Gefallene im Zweiten Weltkrieg
- Kapelle im Dorfzentrum
- Mehrere Baudenkmäler
- Gewerbegebiete Am Waldeck (Moosrain) und Louisenthal (Papierfabrik)

Im Gemeindeteil Moosrain befindet sich eine Bahnstation an der Bahnstrecke Schaftlach–Tegernsee, welche in der ehemaligen Gemeinde Dürnbach die einzige war. Heutzutage wird diese Station von der Bayerischen Regiobahn (BRB) mit der Linie RB57 (München-Tegernsee) über Holzkirchen bedient.